# Pintalia fraterna
Pintalia fraterna är en insektsart som beskrevs av Stsl 1862. Pintalia fraterna ingår i släktet Pintalia och familjen kilstritar. Inga underarter finns listade i Catalogue of Life.